# Hibernian Theatre of Varieties
Hibernian Theatre of Varieties, også kaldet The Mechanics' Hall var et irsk teater og spillested i Lower Abbey Street i Dublin. Det er mest kendt for to ting; for det første for, at Sean O'Casey optrådte i stykket The Shaughraun af Dion Boucicault, og for det andet for, at dets lokaler siden skulle blive anvendt til Abbey Theatre.
| Kunst og kultur | Spire Denne artikel om scenekunst og teater er en spire som bør udbygges. Du er velkommen til at hjælpe Wikipedia ved at udvide den. |

|  | Denne artikel kan blive bedre, hvis der indsættes geografiske koordinater Denne artikel omhandler et emne, som har en geografisk lokation. Du kan hjælpe ved at indsætte koordinater i wikidata. |